# Йозеф Мария Олбрих
Йозеф Мария Олбрих (на немски: Joseph Maria Olbrich) е австрийски архитект.

## Биография
Роден е на 22 декември 1867 година в град Опава, който тогава е в пределите на Австрийската империя. Завършва Академията за изящни изкуства във Виена и печели няколко награди. През 1893 г. започва работа при Ото Вагнер.
През 1897 г. Ото Вагнер, Густав Климт, Олбрих, Йозеф Хофман, Коломан Мозер и др. създават артистичната група „Виенски сецесион“. Олбрих проектира тяхната изложбена сграда, известната Салон Сецесион, която се превръща в символ на движението.
Олбрих умира от левкемия на 8 август 1908 година в Дюселдорф на 40-годишна възраст.

## Творби
- Сграда на Сецесион-а, Виена
- Дом на Херман Бар, Виена
- Кулата на бракосъчетанията в Дармщатската артистична колония, Матилдехьое, Дармщат
- Универсален магазин на Леонард Тиц, Дюселдорф
- Вила на Йозеф Файнхалс, Кьолн, построена през 1908 г. и разрушена през Втората световна война

## Галерия
- Спирка на Карлсплац
- Сграда на Сецесиона във Виена (детайл)
- Сграда на Сецесиона във Виена
- Универсален магазин на Леонард Тиц в Дюселдорф, 1907 – 1909
- Домът на Олбрих в Дармщатската артистична колония
- Изложбена зала в Дармщатската артистична колония
- Кулата на бракосъчетанията в Дармщатската артистична колония
- Замъкът на принцесите в Ланген
- Фотьойл в стил Ар нуво, 1900 г.
- Скрин в стил Ар нуво, 1902 г.

## За него
- Latham, Ian. Joseph Maria Olbrich.   New York, Rizzoli, 1980. ISBN 0-8478-0230-2.
- Olbrich, Joseph Maria. Ideen von Olbrich.   Leipzig, Verlag von Baumgärtner's Buchhandlung, 1901.
- Ulmer, Renate. Joseph Maria Olbrich.   München, Deutscher Kunstverlag, 2006. ISBN 3-422-06659-4.